# 誰よりも狙われた男
『誰よりも狙われた男』（だれよりもねらわれたおとこ、A Most Wanted Man）は、イギリスの作家、ジョン・ル・カレが2008年に発表したスパイ小説、スリラー小説。および小説を原作とする2014年公開の映画。

## 概要
2006年、ル・カレはテレビのインタビューを受けるため訪れたハンブルクで、番組の調査員のカーラ・ホーンスタインから、グアンタナモ湾収容キャンプからまもなく24歳の男が解放されるという話を聞かされる。それがムラット・クルナズ（Murat Kurnaz）であった。ドイツで暮らしていたトルコ人のクルナズはパキスタン訪問中に逮捕され、収容所で4年半数々の拷問を受けていた。クルナズは同年4月24日に解放される。ル・カレがこの事件について書いてくれるかもしれないと期待したホーンスタインは、クルナズの自宅があるブレーメンで本人との面会を手配し、ル・カレは2日にわたってクルナズから話を聞いた。
この出会いがきっかけで、ル・カレはテロリストと疑われた逃亡者についての小説を書くことを決めた。クルナズの弁護士は男性だったが、彼はカーラ・ホーンスタインを思い描いて、良家出身で強情なところもある人権弁護士アナベル・リヒターを作り上げた。
2008年10月2日、本作品は世界同時発売された。イギリスとドイツではベストセラー1位に輝き、『ニューヨーク・タイムズ』のベストセラーリストでは4週にわたって4位にランクインした。
なおル・カレはムラット・クルナズの自叙伝『Fünf Jahre meines Lebens. Ein Bericht aus Guantánamo』に一文を寄せている。

## 日本語訳
- ジョン・ル・カレ 著、加賀山卓朗 訳『誰よりも狙われた男』早川書房、2013年12月5日。
- ジョン・ル・カレ 著、加賀山卓朗 訳『誰よりも狙われた男』ハヤカワ文庫、2014年9月19日。ISBN 978-4150413149。

## 映画
2014年公開。イギリス・アメリカ合衆国・ドイツの合作。監督はアントン・コルベイン、脚本はアンドリュー・ボーヴェル、主演はフィリップ・シーモア・ホフマンが務めた。ホフマンは本作品が遺作となった（2014年2月2日死去）。原作者のル・カレはカメオ出演している。

### あらすじ
ドイツの港湾都市ハンブルク。同国の諜報機関でテロ対策チームを率いるベテラン捜査官ギュンター・バッハマンは、一人の青年が密入国したという情報を手に入れる。青年の名はイッサ・カルポフ。イスラム過激派組織の一員として国際指名手配されている人物だった。
政治亡命を訴えるイッサは、人権団体の若手弁護士アナベル・リヒターと知り合い、彼女を介して銀行家であるトミー・ブルーとの接触を図っていた。その後の調べで、イッサの目的はトミーの銀行にある秘密口座であると知ったドイツの諜報機関は、CIAの介入を得ることに成功し、いよいよイッサの逮捕に乗り出す。しかし、ギュンターはイッサをあえて泳がせて、更なる大物の逮捕を狙っていた。

### キャスト
※括弧内は日本語吹替
- ギュンター・バッハマン - フィリップ・シーモア・ホフマン（石住昭彦）
- アナベル・リヒター - レイチェル・マクアダムス（佐古真弓）
- トミー・ブルー - ウィレム・デフォー（大塚芳忠）
- マーサ・サリヴァン - ロビン・ライト（山像かおり）
- イッサ・カルポフ - グリゴリー・ドブリギン（英語版）（金城大和）
- ファイサル・アブドゥラ博士 - ホマユン・エルシャディ（英語版）（山岸治雄）
- イルナ・フライ - ニーナ・ホス（日野由利加）
- マキシミリアン - ダニエル・ブリュール（前田一世）
- ジャマール - メディ・デビ（英語版）(烏丸祐一)